# International Association for Political Science Students
La International Association for Political Science Students (IAPSS) è una associazione studentesca internazionale, apartitica e indipendente, rivolta agli studenti delle facoltà di Scienze politiche.
Fondata a Leida nel 1998, comprende 80 associazioni prevalentemente da Europa e America Latina. Dal 2003, ha stabilito una propria Sede Permanente a Lubiana.
L'associazione lavora in partnership con la International Political Science Association (IPSA) ed altre associazioni internazionali con lo scopo di sviluppare gli studi nel campo delle Scienze politiche.

## Storia
La prima idea di un network di studenti di Scienze politiche nacque nel 1996, con una visita di alcuni studenti dell'Università di Leida ai loro colleghi di Roma. La prima Assemblea Generale di IAPSS si tenne proprio a Leida  nel 1998 e l'associazione venne costituita nei Paesi Bassi.
Negli anni, IAPSS è evoluta da semplice network a vera e propria "associazione-ombrello": nel 2003, fu stabilita una sede centrale permanente a Lubiana; nel 2004 fu eletto il primo Direttivo fisso dell'Associazione, che avrebbe coordinato progetti ed attività sui vari livelli direttamente dalla capitale slovena; nel 2005, fu deciso lo scioglimento della vecchia associazione e la costituzione di una nuova associazione, che sarebbe legalmente succeduta alla prima, in Slovenia.
Alla fine del 2010, IAPSS è cresciuta fino a comprendere 80 associazioni da 50 Paesi suddivisi fra Europa, Asia e America Latina. Per quest'ultima, è stato creato il primo Centro Regionale (IAPSS Regional Centre). Un altro è in costituzione per i Balcani occidentali.

## Struttura
Gli organi dell'Associazione sono:
- l'Assemblea Generale (General Assembly, spesso abbreviata in GA): composta da tutte le Associazioni che aderiscono a IAPSS, a cui si aggiungono i Membri Individuali e i Membri Onorari (entrambi senza diritto di voto), decide le linee guida dell'Associazione, elegge gli altri organi statutari e decide sull'ingresso di nuovi membri all'interno di IAPSS;
- il Comitato Esecutivo (Executive Committee, spesso abbreviato in ExCom): composto da sei membri (Presidente, tre Vicepresidenti, Segretario Generale e Tesoriere) di almeno tre nazionalità diverse e con obbligo di residenza nella sede centrale, a cui si aggiungono fino a quattro membri non residenti (Non-Permanent Residing Members, NPRM), è l'organo esecutivo dell'Associazione, gestisce i progetti e le iniziative di IAPSS e rende operative le decisioni dell'Assemblea Generale;
- il Comitato di Supervisione (Supervisory Committee, spesso abbreviato in SupCom): composto da tre membri di nazionalità differente, vigila sulle operazioni dell'ExCom ed esprime pareri sui rapporti presentati in Assemblea da questo e sulle richieste di adesione da parte di nuovi membri;
- il Comitato Editoriale (Editorial Board, spesso abbreviato in EB): composto da otto membri, di cui sette eletti direttamente dalla Assemblea Generale, si occupa della pubblicazione delle riviste dell'Associazione.

## Eventi

### Conferenza annuale e Assemblea generale
La Annual Conference and General Assembly (AC/GA) è l'evento principale dell'associazione e si tiene una volta l'anno. Essa viene organizzata da una delle Associazioni aderenti a IAPSS, eletta allo scopo dall'Assemblea generale.
Si compone di due parti: una conferenza annuale, composta di seminari, lezioni dottorali e dibattiti, su un tema riguardante il campo delle Scienze politiche, scelto dall'Associazione ospitante; l'Assemblea generale vera e propria, nella quale si decidono le linee guida e si eleggono gli organi statutari per l'anno associativo seguente.
| Anno | Città     | Titolo                                                          |
| ---- | --------- | --------------------------------------------------------------- |
| 1998 | Leida     | The Foundation Conference                                       |
| 1999 | Oslo      | European Security beyond 2000                                   |
| 2000 | Debrecen  | Nations and Minorities                                          |
| 2001 | Roma      | Humankind and Globalisation                                     |
| 2002 | Bucarest  | New Europe: The Quest for Identity and Legitimacy               |
| 2003 | Lubiana   | New Wind                                                        |
| 2004 | Marburgo  | Good Knowledge: Education as an Object of Trade                 |
| 2005 | Mosca     | The End of the Transition Paradigm                              |
| 2006 | Amsterdam | Global Crime                                                    |
| 2007 | Amsterdam | Globalising Citizenship                                         |
| 2008 | Salonicco | The Future of Governance in the 21st Century                    |
| 2009 | Lubiana   | The Future of Political Science                                 |
| 2010 | Leida     | Water Politics                                                  |
| 2011 | Lisbona   | World Leadership                                                |
| 2012 | Brema     | The States they are A-changing                                  |
| 2013 | Roma      | Global Justice & the Future of the Millennium Development Goals |
| 2014 | Salonicco | Cultural Identity                                               |

### Conferenza accademica annuale
La Annual Academic Conference (AAC) è una conferenza internazionale a cadenza annuale sui temi della scienza politica, organizzata da una delle Associazioni aderenti a IAPSS, eletta allo scopo dall'Assemblea generale.
| Anno | Città       | Titolo                                                       |
| ---- | ----------- | ------------------------------------------------------------ |
| 2006 | Trieste     | Nonviolence: history, politics, rights, international value? |
| 2007 | Cluj-Napoca | Sovereignty in a globalizing world                           |
| 2008 | Roma        | The Giant's rise                                             |
| 2009 | Belgrado    | Stand up for peace                                           |
| 2011 | Salonicco   | European Identity                                            |
| 2013 | Budua       | Challenges to the Global Political Economy                   |
| 2013 | Bucarest    | Collective Action Problems in the Contemporary World         |

### Altri eventi

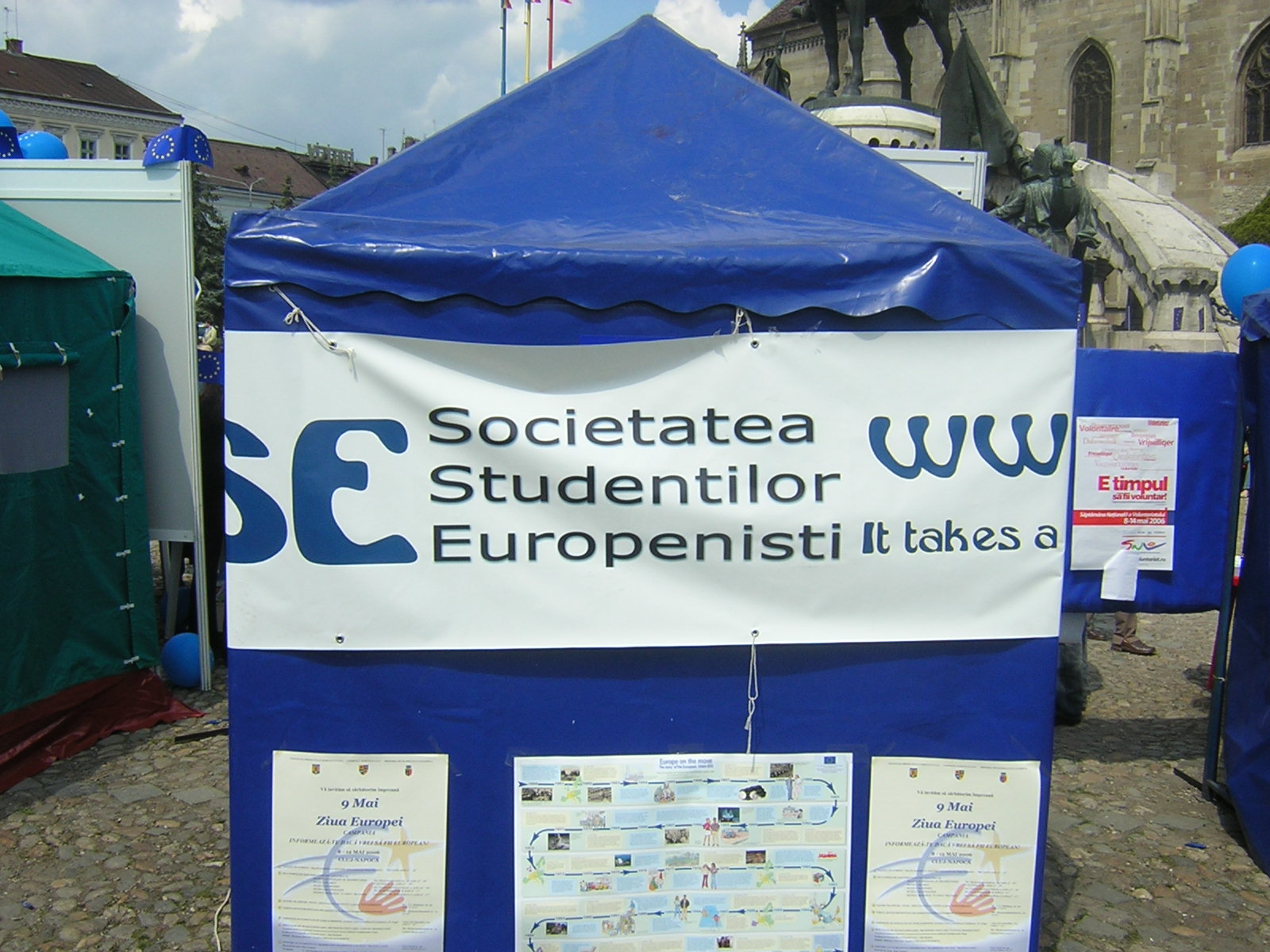
Uno stand di SSE Cluj-Napoca, membro di IAPSS, che promuove la Festa dell'Europa a Cluj-Napoca (2006).

| Anno | Città        | Tipo                                          | Titolo                                                              |
| ---- | ------------ | --------------------------------------------- | ------------------------------------------------------------------- |
| 2000 | Marburgo     | IAPSS Regional Conference                     | Post Cold War Europe                                                |
| 2001 | Bucarest     | IAPSS Regional Conference                     | The Bridges Network                                                 |
| 2002 | Lubiana      | IAPSS Regional Conference                     | Good Morning Terrorism                                              |
| 2003 | Reykjavík    | IAPSS Regional Conference                     | Globalization and National Identity                                 |
| 2004 | Helsinki     | IAPSS Nordic Conference                       | The Role of Nordic Cooperation in Enlarging Europe                  |
| 2004 | Cluj-Napoca  | IAPSS Summer school                           | Reinforcing IAPSS Team                                              |
| 2004 | Leida        | IAPSS Regional Conference for Northern Europe | European Integration                                                |
| 2005 | Berna/Zurigo | IAPSS Regional Conference                     | Neutrality in International Context: Good, Bad or just Making Rich? |
| 2006 | Roma         | "Old, New and Future Europe" Conferences      | Europe – Plurality of the Identities                                |
| 2006 | Lubiana      | "Old, New and Future Europe" Conferences      | Europe in the World                                                 |
| 2006 | Bucarest     | "Old, New and Future Europe" Conferences      | Further European Enlargement                                        |
| 2007 | Lubiana      | IAPSS International seminar                   | Youth Bridging the Gap: Reaching out to the Roma                    |
| 2008 | Lubiana      | IAPSS Going Green                             | Confronting Energy and Climate Change Policies                      |

## Pubblicazioni

### Politikon
Politikon: The IAPSS Journal of Political Science (spesso abbreviato in Politikon) è la principale rivista accademica dell'associazione. Fondata nel 2001, viene pubblicata con cadenza semestrale e distribuita sia in formato cartaceo che online.
Politikon ospita prevalentemente contributi da studenti laureati o in procinto di laurearsi, sottoposti successivamente a revisione paritaria da docenti ed esperti da tutto il mondo. Vari estratti dei lavori di Politikon vengono pubblicati sull'Annual International Political Science Abstracts dell'IPSA.
Dal 2001 al 2006, ogni numero di Politikon era a sé stante. A partire dal 2007, i due numeri annuali compongono un unico "volume".
Il Comitato Editoriale (Editorial Board) di Politikon è eletto ogni anno dall'Assemblea generale ed ha il dovere di coordinare la pubblicazione della rivista e la revisione paritaria degli articoli.
È composto da cinque persone: il Vicepresidente per il Dipartimento Accademico dell'Associazione, che presiede il Comitato, più altri quattro membri. Il loro mandato è compreso fra due Assemblee Generali.

### A Different View
A Different View (spesso abbreviato in ADV) è il mensile dell'associazione. Fondata nel 2005, raccoglie articoli e saggi di docenti, esperti e studenti, aderenti o meno a IAPSS, su temi politici, sociali, culturali ed economici.
Viene pubblicata online in formato PDF e i suoi articoli vengono pubblicati anche attraverso la World Student Press Agency.
La rivista ha lo scopo di offrire, soprattutto agli studenti non ancora laureati, la possibilità di pubblicare su una rivista i loro contributi in lingua inglese sui principali temi di attualità.
Il Comitato Editoriale di ADV è in carica da dicembre a dicembre dell'anno successivo. Resta comunque in mano al Comitato Esecutivo dell'Associazione l'ultima parola sul contenuto del magazine.

## Presidenti

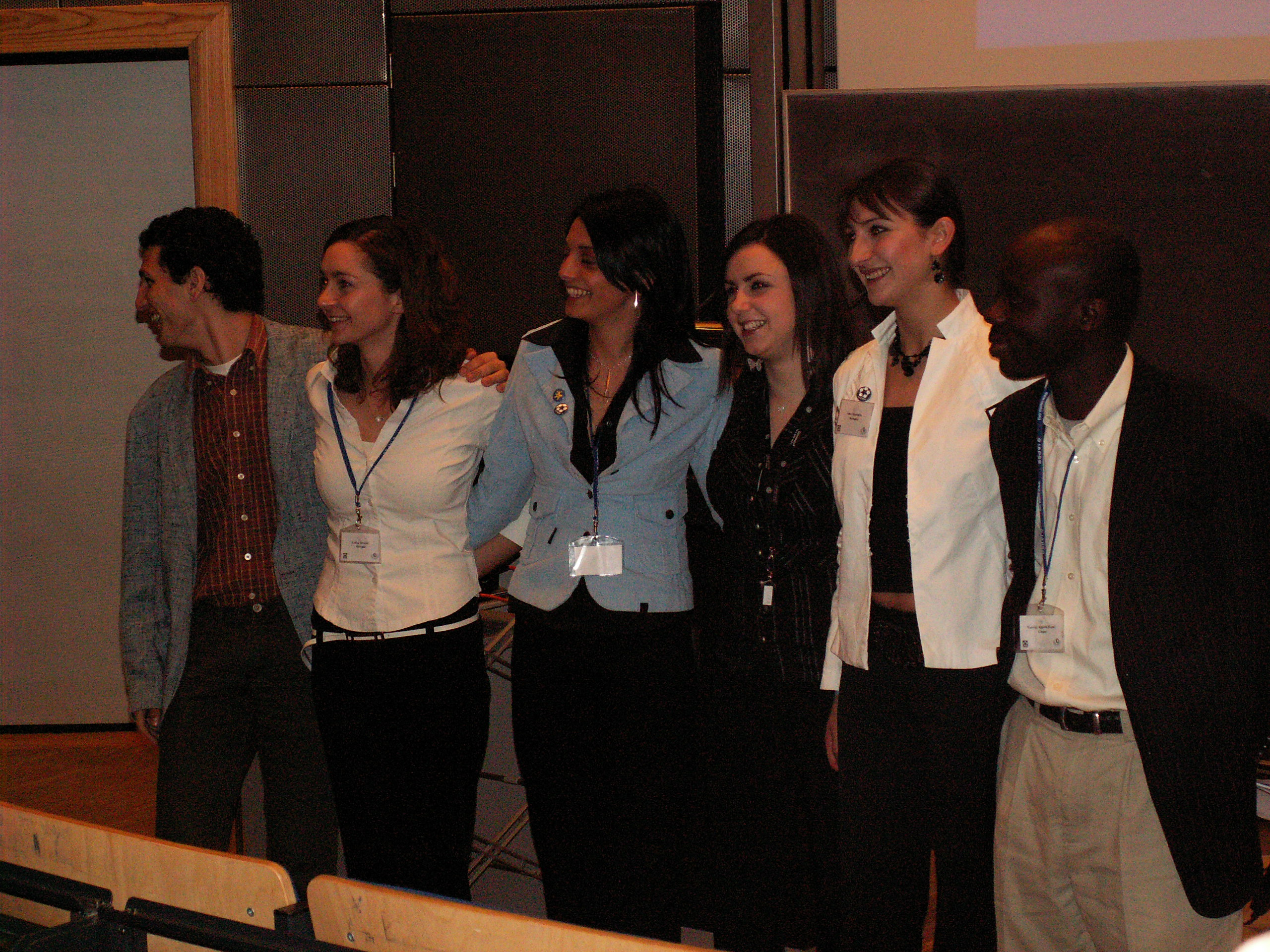
Il Direttivo 2006-2007.

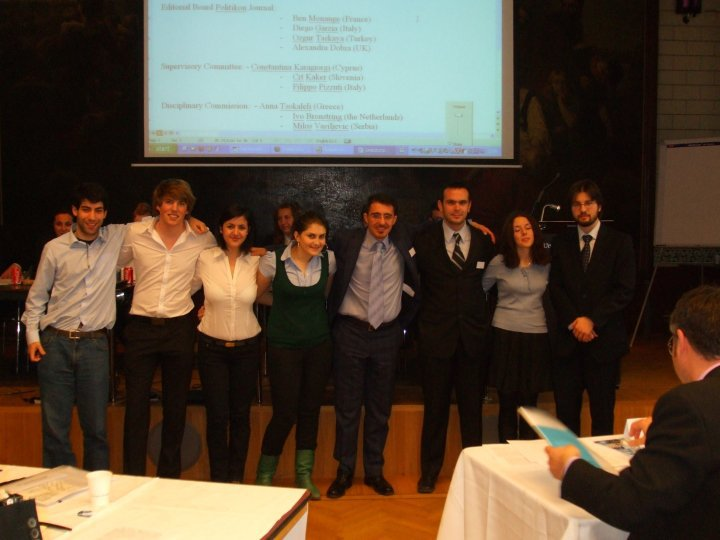
Il Direttivo 2010-2011.

Dal 1999 al 2004, la presidenza era assegnata alla Associazione che organizzava la AC/GA. A partire dal 1º ottobre 2004, l'Associazione si è dotata di un Direttivo fisso.
| Anno        | Presidente                     |
| ----------- | ------------------------------ |
| 1998        | Matthijs Luijke                |
| 1999        | Halvard Leira                  |
| 2000        | Ferenc Pénzes                  |
| 2001        | Alessio Sanguinetti            |
| 2002        | Claudiu Craciun                |
| 2003        | Blaž Gorjup                    |
| 2004        | Stefan Cibian Cornelia Schöler |
| 2004-2005   | Matija Kovač                   |
| 2005 - 2006 | Yvon Braam                     |
| 2006 - 2007 | Iana Stantieru                 |
| 2007 - 2008 | Alexandros Samaras             |
| 2008 - 2009 | Alejandro Delmar Injoque       |
| 2009 - 2010 | Yoana Balchova                 |
| 2010 - 2011 | Luca Martinelli                |
| 2011 - 2012 | Pedro Manuel Costa             |
| 2012 - 2013 | Philipp Aepler                 |
| 2013 - 2014 | Philipp Aepler                 |
| 2014 - 2015 | Philipp Aepler                 |
| 2015 - 2016 | Jannick Burggraaff             |
| 2016 - 2017 | Anna-Lisa Wirth                |
| 2017 - 2018 | Kateryna Dyshkantyuk           |
| 2018 - 2019 | Kateryna Dyshkantyuk           |
| 2019 - 2020 | Tobias Scholz                  |
| 2020 - 2021 | Justin Patrick                 |
| 2021 - 2022 | Justin Patrick                 |